# Isabel de Lorena
Isabel de Lorena (1400-Angers el 28 de febrer de 1453) fou duquessa de Lorena (1431-1453), comtessa consort de Provença (1434-1453) i reina consort de Nàpols (1435-1453). Es va casar a Nancy el 24 d'octubre de 1420 amb Renat d'Anjou (1409 -1480), llavors comte de Guisa i hereu del ducat de Bar, i més tard fou rei de Nàpols, comte de Provença i duc d'Anjou. Pel tractat de Foug signat el 1419, es va acordar que si els dos ducats (Lorena i Bar) arribessin a compartir el mateix sobirà, cadascú conservaria les seves pròpies institucions. A la mort del seu pare, l'any 1431, heretà el ducat de Lorena, que va compartir amb el seu marit, nomenant-lo duc titular.

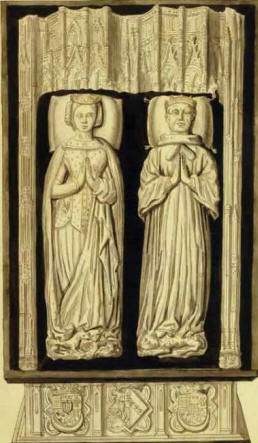
Dibuix (ca. 1820) de la tomba de Renat d'Anjou i Elisabet de Lorena a la catedral d'Angers, abans de la seva destrucció el 1794

Isabel va morir a Angers el 28 de febrer de 1453. A la mort de la seva dona, Renat I va abdicar la corona de Lorena a favor del seu fill gran Joan II de Lorena, però no la de Bar, que tenia per dret propi. La seva despulla mortal va ser transportada a Angers i va ser dipositada a la tomba que el seu marit, Renat I, havia fet construir per ambdós, a la catedral d'Angers.

## Família
Era filla de Carles II, duc de Lorena, i de Margarida de Wittelsbach.
El 1420 es casà amb l'infant Renat I, que el 1434, a la mort del seu germà Lluís III de Provença, heretaria el comtat de Provença. Així mateix, el 1435 Renat va heretar el Regne de Nàpols de part de Joana II, que havia nomenat hereu el seu germà Lluís III, i a la mort d'aquest tots els béns i drets adquirits van passar a Renat.
D'aquest matrimoni en nasqueren deu fills, tot i que set moriren en la infantesa:
- Joan II de Lorena (1425 -1470), duc de Lorena i rei titular de Nàpols (conegut com a Joan d'Anjou)
- Renat, nascut al 1426, mort jove
- Lluís, marquès de Pont-à-Mousson (1427 -1445)
- Nicolau (1428 -1430)
- Iolanda o Violant (2 de novembre de 1428 -23 de març de 1483), casada el 1445 amb Frederic II de Lorena, comte de Vaudémont i mare de Renat II de Lorena
- Margarida (23 de març de 1429 o 1430-25 d'agost de 1482), casada amb Enric VI, rei d'Anglaterra
- Carles (1431 -1432)
- Isabel, morta jove
- Lluïsa (1436 -1438)
- Anna (1437 -1450)